# KNVB Beker 1902/03
De KNVB Beker 1902/03 was de vijfde editie van dit voetbaltoernooi.
De verliezend finalist van de eerste editie in 1899, HVV (Den Haag), werd de vijfde bekerwinnaar door HBS Den Haag in de finale met 6-1 te verslaan. HBS stond voor de derde opeenvolgende keer in de finale, in 1901 waren ze de bekerwinnaar in 1902 ook de verliezend finalist.

## Eerste ronde
| Datum           | Thuis                   | Uitslag(en) | Uit                    |
| --------------- | ----------------------- | ----------- | ---------------------- |
| 2 november 1902 | EDO (Amsterdam)         | 1-2         | Olympia (Middelburg)   |
| 2 november 1902 | Haarlem                 | 5-3         | PW                     |
| 2 november 1902 | Rapiditas (Rotterdam)   | 2-5         | RAP                    |
| 2 november 1902 | Concordia (Delft)       | 2-1 nv      | Swift (Amsterdam)      |
| 2 november 1902 | Achilles (Rotterdam)    | 0-2         | Quick (Amsterdam)      |
| 2 november 1902 | Celeritas (Rotterdam)   | 2-6         | Wilhelmina (Den Bosch) |
| 2 november 1902 | NOAD (Breda)            | 1-0*        | DSVV                   |
| 2 november 1902 | Rapiditas (Rotterdam) 2 | 0-9         | Hercules (Utrecht)     |
| 2 november 1902 | ANTONI                  | 0-14        | D.F.C.                 |
| 2 november 1902 | Sparta (Rotterdam)      | 2-1 nv      | Saturnus (Rotterdam)   |
| 2 november 1902 | Steeds Voorwaarts       | 0-4         | Quick (Den Haag)       |
| 2 november 1902 | HBS                     | 7-1         | Olympia (Rotterdam)    |
| 2 november 1902 | Quick (Amersfoort)      | 9-0         | SEVIOS                 |
| 2 november 1902 | Unitas (Rotterdam)      | 4-0         | HVV 2                  |
| 2 november 1902 | Go Ahead (Wageningen)   | 5-0         | AVV (Amsterdam)        |
| 2 november 1902 | Vitesse (Arnhem)        | 3-1         | Volharding (Amsterdam) |
| 2 november 1902 | PW 2                    | 0-11        | HVV                    |
| 2 november 1902 | RVV (Rotterdam)         | 3-0         | Haarlem 2              |
| 2 november 1902 | ZAC                     | 1-6         | HFC                    |

* i.v.m. protest DSVV 2 – 0 na verlenging.

## Tussenronde
| Datum            | Thuis              | Uitslag(en) | Uit                    |
| ---------------- | ------------------ | ----------- | ---------------------- |
| 9 november 1902  | Quick (Amersfoort) | 2-1         | Sparta                 |
| 9 november 1902  | D.F.C.             | 5-0*        | Wilhelmina (Den Bosch) |
| 9 november 1902  | RVV (Rotterdam)    | 3-2**       | Quick (Amsterdam)      |
| 30 november 1902 | RVV (Rotterdam)    | 2-3         | Quick (Amsterdam)      |

* reglementair, Wilhelmina trok zich terug.

** na protest Quick ongeldig verklaard.

## Tweede ronde
| Datum            | Thuis                | Uitslag(en) | Uit                   |
| ---------------- | -------------------- | ----------- | --------------------- |
| 30 november 1902 | Unitas (Rotterdam)   | 0-3         | Go Ahead (Wageningen) |
| 30 november 1902 | Quick (Amersfoort)   | 2-9         | HBS                   |
| 30 november 1902 | Haarlem              | 6-2         | Quick (Den Haag)      |
| 30 november 1902 | HVV                  | 7-1         | Hercules (Utrecht)    |
| 30 november 1902 | Olympia (Middelburg) | 1-6         | HFC                   |
| 21 december 1902 | RAP                  | 16-0        | Concordia (Delft)     |
| 21 december 1902 | NOAD (Breda)         | 7-0         | Quick (Amsterdam)     |
| 4 januari 1903   | D.F.C.               | 0-4         | Vitesse (Arnhem)      |

## Derde ronde
| Datum           | Thuis                 | Uitslag(en) | Uit              |
| --------------- | --------------------- | ----------- | ---------------- |
| 1 februari 1903 | Haarlem               | 4-1         | HFC              |
| 1 februari 1903 | HBS                   | 4-1         | Vitesse (Arnhem) |
| 1 februari 1903 | HVV                   | 3-2 nv      | RAP              |
| 8 februari 1903 | Go Ahead (Wageningen) | 4-8         | NOAD (Breda)     |

## Vierde ronde
| Datum        | Thuis        | Uitslag(en) | Uit | Speelstad                 |
| ------------ | ------------ | ----------- | --- | ------------------------- |
| 1 maart 1903 | NOAD (Breda) | 2-4 nv      | HVV | Rotterdam, terrein Sparta |
| 1 maart 1903 | Haarlem      | 1-3         | HBS | Den Haag, terrein HVV     |

## Finale
| Datum         | Winnaar | #beker | Uitslag | Finalist         | Speelstad             |
| ------------- | ------- | ------ | ------- | ---------------- | --------------------- |
| 29 maart 1903 | HVV (2) | 1      | 6-1     | HBS Den Haag (3) | Den Haag, terrein HVV |